# Гай Фонтей Капитон (консул 12 года)
Гай Фонте́й Капито́н (лат. Gaius Fonteius Capitō; умер после 25 года) — политический деятель эпохи ранней Римской империи.
Его отцом был консул-суффект 33 года до н. э. Гай Фонтей Капитон, сыном или внуком — ординарный консул 59 года Гай Фонтей Капитон. В 12 году он занимал должность ординарного консула вместе с Германиком. В 22/23 году Капитон был проконсулом провинции Азия.